# Hamzah Fansūrī
Hamzah Fansūrī un soufi indonésien, originaire de Barus sur la côte occidentale de Sumatra, qui vécut dans la seconde moitié du XVIe siècle (Xe siècle de l’Hégire). Il appartenait à un courant spirituel dérivé d’Ibn Arabî. Il écrivit à la fois des poèmes et des traits et fit partie de la cour du sultanat d’Aceh. Ses poèmes affirment l’immanence divine en toute chose et les sept degrés de « l’émanation » (al-martabat) par laquelle Dieu Se manifeste Lui-même en ce monde. Jugés hérétiques par certains, ils sont sujets à diverses interprétations. Parmi ses œuvres, on citera le Sharab al-‘ashiqin (« Le Breuvage des Amants ») et l’Asrār al-‘arifin (« Les Secrets des Gnostiques »).